# For Listeners Only
For Listeners Only är ett musikalbum från 2000 med Jan Lundgren Trio.

## Låtlista
All musik är komponerad av Jan Lundgren om inget annat anges.
1. Do It Yourself – 5:34
2. The Expatriate – 5:49
3. Waltz for Phillip (Mattias Svensson) – 5:04
4. The Time is Now – 4:43
5. A Touch of You – 5:24
6. Waltz for Adlon – 4:26
7. Belgian Blues – 5:14
8. Time to Leave Again – 6:55
9. Avenue de Wagram – 4:03

## Medverkande
- Jan Lundgren – piano
- Mattias Svensson – bas
- Rasmus Kihlberg – trummor